# Miyakea
Miyakea is een geslacht van vlinders van de familie grasmotten (Crambidae).

## Soorten
- M. expansa Butler, 1881
- M. lushanus Inoue, 1989
- M. raddeella Caradja, 1910
- M. sinevi Schouten, 1992
- M. ussurica Ustjuzhanin & Schouten, 1995